# Торки (Україна)
То́рки — село в Україні, в Шептицькому районі Львівської області. Населення становить 377 осіб.
У 2010 році футбольний клуб «Слава» (Торки) завоював перше місце в групі «Б» чемпіонаті Радехівського району по футболу. Заснований клуб ще у 1980 році.

## Історія

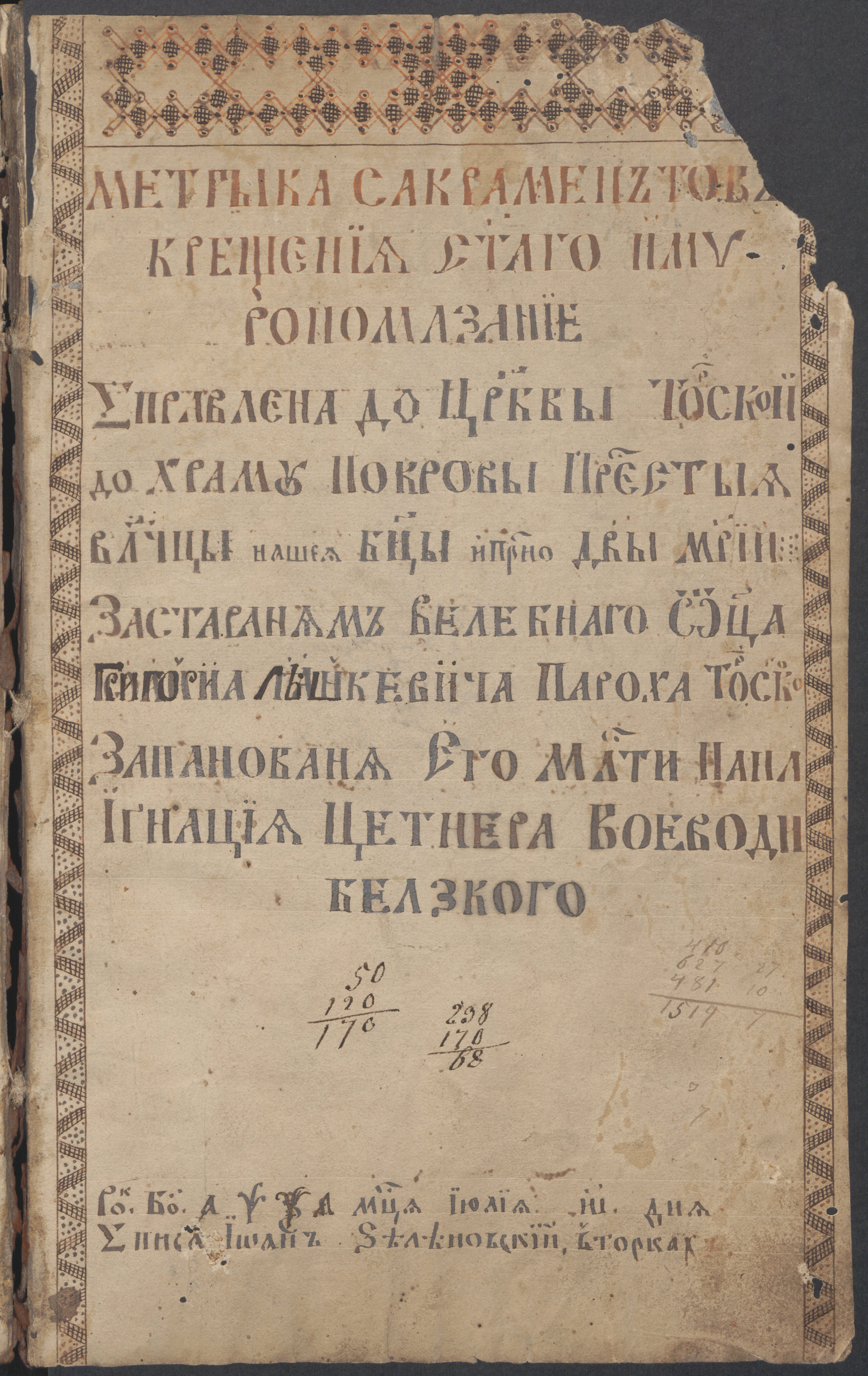
Титульна сторінка метричної книги парафії села Торки, 1771-1782 рр.

В фондах Національної бібліотеки Польщі, в м. Варшава, зберігається унікальний документ кінця XVIII ст. Метрична книга с. Торки. Поділена на три частини, розділ перший про народження в період 1771-1776 рр (на 5 аркуші подані дані про народження дітей пароха Григорія Лішкевича в період 1771-1782 рр.), розділ другий про шлюби в період 1771-1776, та розділ третій про померлих в період 1771-1777 рр.

## Відомі мешканці

### Народились
- Матковський Олег Богданович — український політик. Колишній Народний депутат України. Член Головного проводу КУН.